# Perlé
Perlé (Luxemburgs: Pärel, Duits: Perl) is een plaats in de gemeente Rambrouch en het kanton Redange in Luxemburg.
Perlé telt 614 inwoners (2001).
Tot 1978 was Perlé een zelfstandige gemeente.
Arsdorf · Bigonville · Bilsdorf · Eschette · Folschette · Haut-Martelange · Holtz · Hostert · Koetschette · Perlé · Rambrouch · Rombach · Schwiedelbrouch · Wolwelange

Luxemburgse gemeenten · Kanton Redange · Luxemburg